# Oksana Sarana-Hungeling
Oksana Sarana-Hungeling (* 28. April 1979 in Kiew als Oksana Sarana) ist eine deutsche Schachspielerin ukrainischer Herkunft. Seit 1998 trägt sie den FIDE-Titel Großmeisterin der Frauen (WGM).

## Schach
Oksana Sarana-Hungeling nahm bereits als Mädchen an stark besetzten internationalen offenen Turnieren in der Slowakei, Ukraine und Deutschland teil. Erst später kamen reine Frauenturniere hinzu.

### Schachturniere (Auswahl)

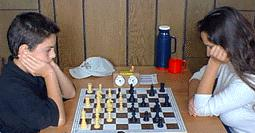
David Baramidze – Oksana Sarana, Dortmunder Schachtage 2000, Open A.

- 6,5 aus 11 bei der Slowakischen Meisterschaft 1995 in Trenčín, die Sergej Movsesjan gewann.[3]
- 4 aus 9 bei dem NRW-Cup Masters Open 1997 in Münster, als Oleg Romanishin siegte.[4]
- 1997 geteilte Dritte bei dem Frydek-Mistek open (Women), wo Olga Alexandrowa Erste wurde.[5]
- 6 aus 9 bei der Slowakischen Meisterschaft 1998 in Prievidza[6], die Tomáš Balogh gewann.
- 4,5 aus 9 beim NRW Sportland Cup Masters 1998 in Senden, als Daniel Fridman und Frank Holzke an die Spitze gelangten.[7]
- 5 aus 11 bei der U20-Meisterschaft (weiblich) 1998 in Kiew, als Tetjana Kononenko und Anna Zozulia siegten.[8]
- 5 aus 9 bei der Slowakischen Meisterschaft 1999 in Nové Zámky, wo Wolodymyr Serhejew Erster wurde.[9]
- 5,5 aus 10 beim Dortmunder Sparkassen Open A 2000, als József Pintér den ersten Platz belegte.[10]
- 6 aus 9 bei der 4. Offenen Internationalen Bayerischen Schachmeisterschaft 2000 in Bad Wiessee, die Alexander Nenashev gewann.[11]
- Beste Dame mit 6 aus 9 bei der 6. Offenen Internationalen Bayerischen Schachmeisterschaft 2002 in Bad Wiessee, wo Konstantin Landa siegte.[12]

### Vereine
In Deutschland spielte Sarana-Hungeling bis 2008 für den SK Turm Emsdetten, seitdem für den Schachclub Steinfurt 1996. Mit Emsdetten spielte sie von 1999 bis 2004 in der 1. Frauenbundesliga und gewann 2001 die deutsche Mannschaftsmeisterschaft der Frauen; 2000 nahm sie am European Club Cup der Frauen teil. In der slowakischen Extraliga spielte Sarana in der Saison 1995/96 mit der Mannschaft von ZŤS Spartak Dubnica.

### Sonstiges
Im Januar 2000 wechselte Oksana Sarana vom Ukrainischen zum Deutschen Schachbund und änderte 2001 ihren Namen in Oksana Sarana-Hungeling. Heute ist sie Mitglied im Schachclub Steinfurt 1996 und trainierte Jugendliche. Nach der Saison 2009/10 der 2. Frauenbundesliga West hat sie keine Elo-gewertete Partie mehr gespielt und wird daher bei der FIDE als inaktiv geführt.